# Wilfred Burchett
Wilfred Graham Burchett (16 septembre 1911 - 27 septembre 1983) est un journaliste australien connu pour ses reportages sur les conflits en Asie et ses sympathies communistes. Il a été le premier correspondant étranger à entrer à Hiroshima après la chute de la bombe atomique, et il a attiré la controverse pour ses activités durant les guerres de Corée et du Vietnam.

## Biographie
Wilfred Burchett est né à Clifton Hill, Melbourne en 1911 comme enfant de George et Mary Burchett. Il a passé sa jeunesse dans la ville de Poowong au sud du Gippsland. La pauvreté l'a forcé à abandonner l'école à un âge précoce et à effectuer divers petits boulots, notamment en tant que vendeur d'aspirateurs et travailleur agricole. Durant son temps libre, il a étudié les langues étrangères. En 1936, Burchett quitte l'Australie pour Londres. Il y trouve du travail dans une agence de voyages qui a réinstallé des Juifs d'Allemagne nazie en Palestine britannique et aux États-Unis. C'est dans le cadre de ce travail qu'il a rencontré Erna Hammer, une réfugiée juive allemande, avec qui il s'est marié en 1938 à Hampstead.

### Carrière de journaliste (1940-1978)

#### Deuxième Guerre mondiale
En 1940, Burchett a commencé sa carrière dans le journalisme. Ses reportages indépendants sur la révolte contre les Français de Vichy dans la colonie de Nouvelle-Calédonie dans le Pacifique Sud l'ont aidé à obtenir l'accréditation auprès du journal Daily Express. Il a passé le reste de la guerre en Chine et en Birmanie et a également couvert la campagne des îles du Général Douglas MacArthur.
ll fut le premier journaliste occidental à se rendre à Hiroshima après le largage de la bombe atomique, arrivant seul par train de Tokyo le 2 septembre, jour de la reddition officielle à bord de l'USS Missouri. Son envoi en code morse a été imprimé en première page du Daily Express à Londres le 5 septembre 1945, sous le titre «The Atomic Plague», il s'agissait du premier reportage public dans les médias occidentaux à mentionner les effets des radiations et des retombées nucléaires. Sur ce "scoop du siècle", sa signature a été incorrectement écrite « Peter Burchett ». Son reportage est plus complètement retranscrit dans son livre, Shadows of Hiroshima.
Les reportages de Burchett étaient impopulaires auprès de l'armée américaine. Les censeurs américains ont étouffé un article le soutenant rédigé par George Weller du Chicago Daily News et accusé Burchett d'être sous l'emprise de la propagande japonaise. William L. Laurence du New York Times a écarté les rapports sur les maladies liées au rayonnement comme étant des efforts japonais visant à saper le moral américain, ignorant son propre compte-rendu sur les maladies liées aux rayons d'Hiroshima publié une semaine plus tôt. Pendant l'occupation américaine du Japon, et sous les ordres du général MacArthur, Burchett fut pendant un certain temps interdit d'entrée au Japon. En outre, sa caméra a mystérieusement disparu alors qu'il documentait une maladie persistante dans un hôpital de Tokyo. 

#### En Europe de l'Est
Après trois ans passés en Grèce et à Berlin pour le Daily Express, Burchett a commencé à faire des reportages sur l'Europe de l'Est pour The Times (Londres). Il a couvert certains des procès spectacle d'après-guerre en Hongrie, dont celui du Cardinal Mindszenty en 1949, et du communiste László Rajk, condamné et exécuté la même année. Burchett a décrit Rajk comme un "espion titiste" et un "outil de Renseignement américain et britannique ".[réf. souhaitée]  Burchett a également salué les purges staliniennes de l'après-guerre en Bulgarie : les «conspirateurs bulgares étaient le bras gauche du bras droit réactionnaire hongrois»
Dans son autobiographie, Burchett a admis plus tard qu'il avait commencé à avoir des doutes sur les procès lorsque l'un des accusés bulgares a répudié ses aveux signés. Le Hongrois Tibor Méray a accusé Burchett de malhonnêteté en ce qui concerne les procès et la révolution hongroise de 1956 à laquelle il s'est opposé. 

#### Guerre de Corée (1950-1953)
En 1951, Burchett s'est rendu en République populaire de Chine en tant que correspondant à l'étranger du journal communiste français L'Humanité. Après six mois passés en Chine, il a écrit China's Feet Unbound, qui soutenait le nouveau gouvernement chinois de Mao Zedong. En juillet 1951, le journaliste britannique Alan Winnington et lui  se rendirent en Corée du Nord pour couvrir les pourparlers de paix de Panmunjeom.
Par la suite, Burchett a été accusé d'avoir concocté l'allégation selon laquelle les États-Unis se livraient à une «guerre bactériologique», peut-être inspirée par une histoire de science-fiction de Jack London. Cependant, cela a été réfuté de manière décisive par son ancien collègue et vétéran anti-communiste, Tibor Méray, dans son mémoire critique On Burchett
Burchett a visité plusieurs camps de prisonniers de guerre en Corée du Nord, les comparant un à un «centre de villégiature de luxe», un «lieu de villégiature en Suisse», ce qui a irrité les prisonniers de guerre qui ont été détenus dans des conditions violant la Convention de Genève. L'historien Gavan McCormack écrit que Burchett a regretté cette analogie, mais soutient que la base factuelle de la description a été confirmée par le prisonnier de guerre Walker Mahurin. De même, Tibor Méray rapporte un "Camp de Combattants de la Paix" sans barrières.
Burchett a obtenu une exclusivité majeure en interviewant le plus ancien prisonnier de guerre des Nations unies, le général américain William F. Dean, précédemment considéré comme mort. Dans son autobiographie, Dean intitule un chapitre «Mon ami Wilfred Burchett» et écrit «J'aime Burchett et je lui en suis reconnaissant». Il a exprimé ses remerciements pour la "gentillesse spéciale" de Burchett pour l'amélioration de ses conditions de détention, la communication avec sa famille et son briefing "précis" sur l'état de la guerre,. 
Dans son étude sur les correspondants de guerre, The First Casualty, Phillip Knightley a écrit : «en Corée, la vérité était que Burchett et Winnington étaient une meilleure source de nouvelles que les journalistes de l'ONU, et si les reporters alliés ne les voyaient pas, ils risquaient d’être battus sur ces histoires".

#### Moscou
En 1956, Burchett est arrivé à Moscou en tant que correspondant du National Guardian, un hebdomadaire américain de gauche radicale. Il a reçu une allocation mensuelle des autorités soviétiques et durant les six années suivantes a écrit sur les avancées soviétiques dans le domaine de la science et de la reconstruction de l'économie soviétique d'après-guerre. "... un nouvel humanisme est à l'œuvre en Union Soviétique, ce qui rend les choses colportées en Occident minables", écrit Burchett dans une dépêche; "son balayage qui embrasse tout ne laisse pas en arrière les plus démunis". Son travail en Union soviétique lui a également valu la notoriété en Grande-Bretagne, beaucoup de ses récits étant réimprimés dans le Daily Express et le Financial Times.

#### Chine et Indochine
En 1963, deux ans après la scission sino-soviétique, Burchett écrivit dans une lettre à son père que les Chinois avaient "cent pour cent raison", mais lui demanda de garder confidentiel le point de vue de son fils.
Pendant les dernières années de la guerre du Vietnam, bien que Burchett ait maintenant plus de 60 ans, il parcourait des centaines de kilomètres, entassés dans des tunnels avec des soldats de l'armée nord-vietnamienne et des Viet-Cong, sous les attaques américaines. Burchett a publié de nombreux livres sur le Vietnam et la guerre pendant ces années-là et plus tard.
En 1973, Burchett publie China: The Quality of Life, avec son co-auteur Rewi Alley. Selon Robert Manne, il s'agissait «d'un livre d'éloges inconditionnels pour la Chine maoïste à la suite du Grand Bond en avant et du déclenchement de la Révolution culturelle».
En 1975 et 1976, Burchett a envoyé un certain nombre de dépêches du Cambodge faisant l'éloge du nouveau gouvernement de Pol Pot. Dans un article paru le 14 octobre 1976 dans The Guardian (Royaume-Uni), il écrivait : «le Cambodge est devenu un État travailleur-paysan-soldat», ajoutant que sa nouvelle constitution «garantit à tous le droit au travail et à un niveau de vie équitable». C'était, selon Burchett, «l'une des constitutions les plus démocratiques et les plus révolutionnaires de tous les temps». À l'époque, il croyait que son ami, l'ancien prince Norodom Sihanouk, faisait partie du groupe de leadership.
Cependant, alors que les relations entre le Cambodge et le Vietnam se sont détériorées et après que Burchett ait visité les camps de réfugiés en 1978 et aurait réalisé la véritable situation, il a condamné les Khmers rouges qui l'ont ensuite placé sur leur liste noire. Les dernières années de sa vie il travaillait à la revue tiers-mondiste française, Afrique Asie. Il y défendit l'intervention vietnamienne au Cambodge de 1979 et rompit avec le Prince Sihanouk.